# Лусіано Арр'ягада
Лусіано Арр'ягада (ісп. Luciano Arriagada, нар. 30 квітня 2002, Лота) — чилійський футболіст, нападник клубу «Аудакс Італьяно» і національної збірної Чилі.

## Клубна кар'єра
Народився 30 квітня 2002 року в місті Лота. Вихованець футбольної школи клубу «Коло-Коло». Дорослу футбольну кар'єру розпочав 2020 року в основній команді того ж клубу, в якій провів два сезони, взявши участь у 15 матчах чемпіонату. 
Своєю грою за цю команду привернув увагу представників тренерського штабу бразильського «Атлетіку Паранаенсе», до складу якого приєднався 2023 року. Відіграв за команду з Куритиби наступний сезон своєї ігрової кар'єри.
2024 року повернувся на батьківщину, приєднавшись на орендних правах до клубу «Аудакс Італьяно».

## Виступи за збірну
2021 року, не маючи досвіду виступів за національну збірну Чилі, 19-річний гравець був включений до її заявки на тогорічний розіграш Кубка Америки в Бразилії. Дебютував за головну команду країни безпосередньо по ходу турніру.
| Дата      | Місто | Господарі | Результат | Гості | Турнір                       | Голи | Примітки |
| --------- | ----- | --------- | --------- | ----- | ---------------------------- | ---- | -------- |
| 21-6-2021 | Куяба | Уругвай   | 1 – 1     | Чилі  | Копа Америка 2021 - 1-й етап | -    | 69'      |
| Усього    |       | Матчів    | 1         |       | Голів                        | 0    |          |